# دریای خاوری

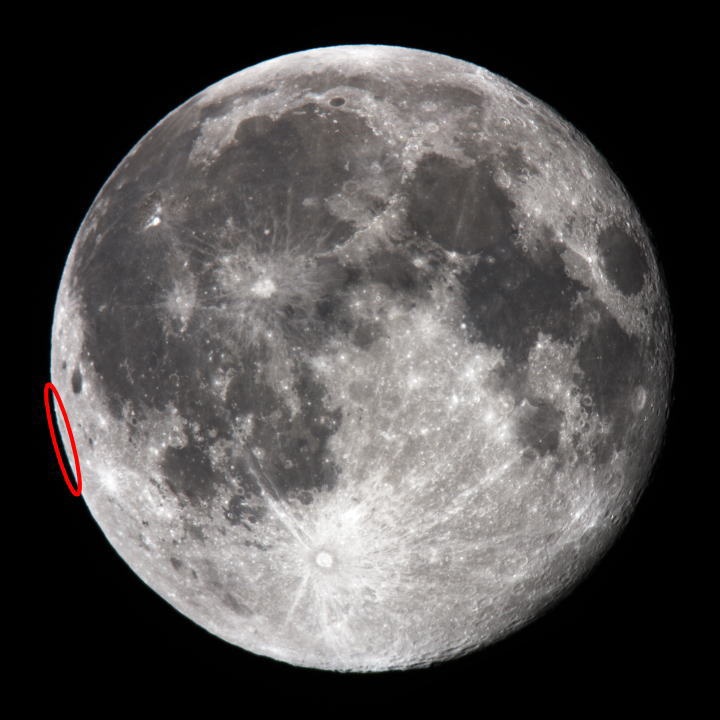
محل دریای خاوری در کرهٔ ماه.

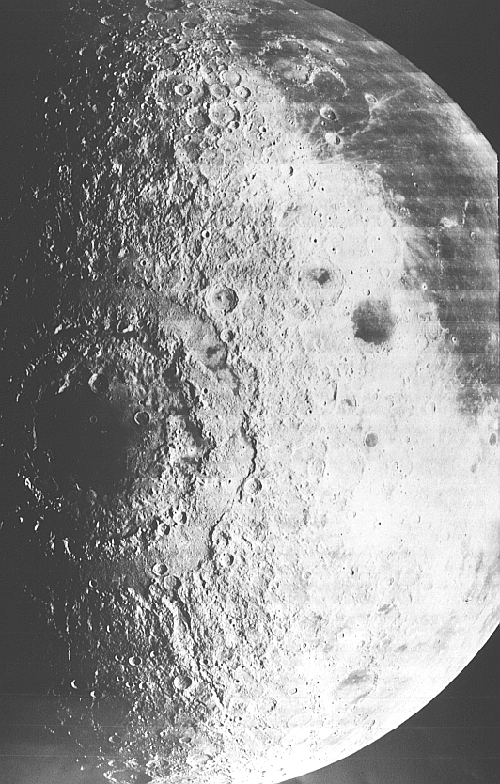
دریای خاوری.

دریای خاوری (به لاتین: Mare Orientale) نام یکی از دریاوارهای کرهٔ ماه است.
این دریاواره در مرز غربی دو قسمت پنهان و پیدای ماه قرار دارد و از زمین به سختی دیده می‌شود. تصاویر ارسالی از فضاپیماها نشان می‌دهد که این دریاواره یکی از جالب‌ترین اشکال را در میان عارضه‌های ماه دارد و به صورت گرد و چشم‌مانند است.
قطر دریای خاوری ۹۰۰ کیلومتر است و برخلاف دیگر دریاواره‌های کره ماه، گدازه‌های بازالتی دریای خاوری در سطح کمی از آن پخش شده و بنابراین بخش زیادی از ساختارهای مربوط به برخورد سیارک در این محل معلوم است.
بخش داخلی این دریاواره توسط لایه نسبتاً نازکی از بازالت پوشیده شده که احتمالاً کمتر از یک متر ضخامت دارد. برخورد سیارک به محلی که این دریاواره قرار دارد سه موج به شکل سه حلقه در پیرامون دریای خاوری به‌وجود آورده‌است.

## نام‌گذاری
نام این دریاواره زمانی به آن داده شد که هنوز سمت چپ ماه را سمت شرقی آن به‌شمار می‌آوردند. نام دریای خاوری احتمالاً نخستین بار در سال ۱۹۰۶ توسط ستاره‌شناس آلمانی، یولیوس فرانتز در کتاب‌اش به نام «ماه» (Der Mond) استفاده شد. در سال ۱۹۶۱ اتحادیه بین‌المللی ستاره‌شناسی تصمیم گرفت تا شرق و غرب در کره ماه را برعکس دوره پیش از آن در نظر بگیرد.

## نگارخانه

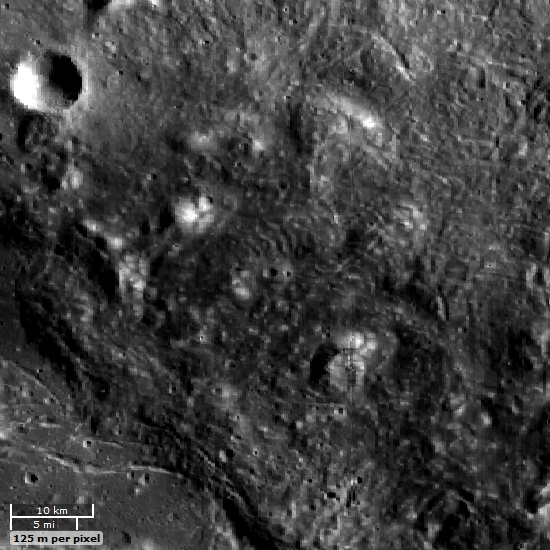
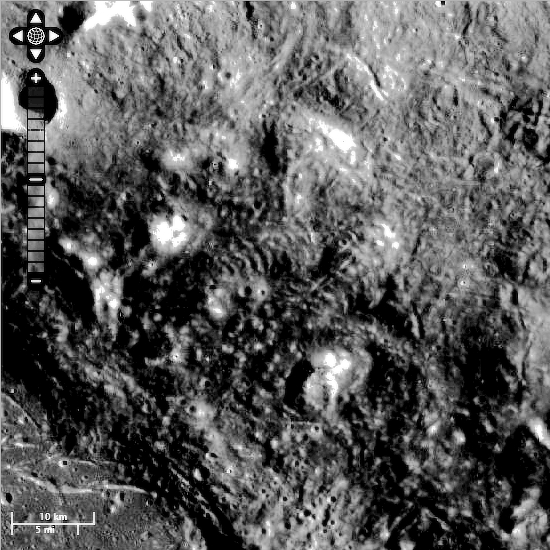